# Désiré Jean-Baptiste Christian
Désiré Christian (1846-1907) est un maître verrier français. Il a notamment travaillé avec  Charles et Émile Gallé à la verrerie de Meisenthal.

## Biographie
Fils de Jean-Baptiste Christian, garde forestier à Lemberg, puis aubergiste à Meisenthal, et d’Odile Lutz, Désiré Jean Baptiste Christian naît le 23 mai 1846 à Lemberg en Moselle quelques jours après Émile Gallé. Vers 1859, Désiré Christian entre comme apprenti à l’atelier de décoration à la verrerie de Meisenthal. Avec Eugène Kremer, il est l'émailleur le plus talentueux de sa génération. Il devient ainsi responsable de l’atelier de décor de la Société Burgun-Schverer, et l’interlocuteur principal des Gallé père et fils à Meisenthal. En 1896, Désiré Christian quitte l'atelier de décoration de la verrerie pour s'installer, avec ses frères, à son propre compte.
Désiré Christian meurt le 19 janvier 1907 à Meisenthal.

## Œuvre
Sa production est conservée au musée de Meisenthal. Ses pièces, aux formes simples, sont gravées à l'acide ou décorées à l'émail rehaussé d'or. Les motifs sont inspirés par la nature, le japonisme, l'orientalisme, ou le style rocaille. 
Ses œuvres resteront influencées par l’œuvre d’Émile Gallé et la production verrière de l'École de Nancy.